# Macromia irina
Macromia irina – gatunek ważki z rodziny Macromiidae.